# Wilhelm Dege
Wilhelm Dege (ur. 9 października 1910 w Bochum, zm. 21 grudnia 1979 w Suderburgu) – niemiecki przyrodnik i polarnik.

## Życiorys
Urodził się 9 października 1910 r. w Bochum. Absolwent studiów pedagogicznych. Początkowo uczył w szkole podstawowej, a potem dyrektorem szkoły w Münster, a jednocześnie studiował tamże geografię, geologię i prehistorię. Prowadził wyprawy badawcze na Spitsbergen w latach 1935, 1936 i 1938. W 1939 r. obronił doktorat z nauk przyrodniczych na podstawie pracy o geomorfologii półwyspu Andrée Land we wschodniej Grenlandii.
W czasie II wojny światowej był od 1940 r. żołnierzem Wehrmachtu stacjonującym w Norwegii, gdzie był m.in. tłumaczem. W 1944 r. został kierownikiem wyprawy polarnej Haudegen, który miała zbierać dane pogodowe dla Kriegsmarine na Spitsbergen jako jedna z 15 niemieckich stacji meteorologicznych działających na Dalekiej Północy od 1941 roku. Dege uczył swoich podwładnych literatury niemieckiej, geografii, filozofii, fizyki, muzyki i matematyki, a po kapitulacji Niemiec także demokracji. Haudegen była ostatnią stacją arktyczną Wehrmachtu po tym, jak w listopadzie 1944 r. utracił stację na wschodniej Grenlandii, a w grudniu statek meteorologiczny Zugvogel. Na tym stanowisku był ostatnim dowódcą jednostki wojskowej III Rzeszy, który skapitulował przed Aliantami – nad ranem 4 września 1945 r. Po kapitualcji Dege skontaktował się z aliantami w celu poddania bazy, ale w oczekiwaniu na ewakuację jej obsada pracowała normalnie.
Od 1962 do 1976 r. był profesorem na uniwersytecie pedagogicznym w Dortmundzie, gdzie wykładał geografię. Od 1963 do 1968 dyrektor zarządzający Stowarzyszenia Dziedzictwa Westfalii. Członek, a później kierownik Wydziału Geografii Stowarzyszenia Dziedzictwa Westfalii. Zmarł 21 grudnia 1979 r. w Suderburgu.